# Español cubano

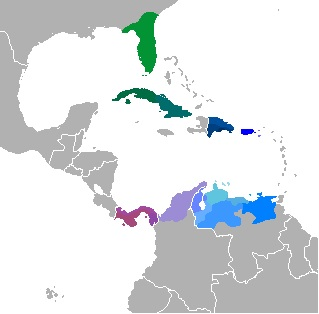
Variedades del español del Caribe y norte de Sudamérica.

El español cubano (es-CU) es la variedad del idioma español empleado en Cuba. Es un dialecto del español caribeño con pequeñas diferencias regionales, principalmente de entonación y léxico, entre el occidente y el oriente de la isla. Contiene muchas palabras del inglés estadounidense, de lenguas africanas como el yoruba y de lenguas nativas desaparecidas taina y siboney. Como otros dialectos hispanoamericanos, es derivado del dialecto andaluz.

## Historia
Como en el resto de la Antillas, la influencia lingüística de los indígenas americanos mantiene aún una cierta presencia en el español de Cuba. Sirven de ejemplo palabras empleadas sobre todo en el registro coloquial o en la designación de realidades específicas cubanas como ajiaco, anón, arique, aura, bajareque, batey, bejuco, bija, bohío, caimán, caney, casabe, cimarrón, comején, cobo, conuco, curiel, cutara, fotuto, guajiro, guanábana, guanajo, guararey, guasasa, guayaba, guayo, güije/jigüe, güira, hamaca, jaba, jagüey, jíbaro, jicotea, jimagua, jutía, majá, mamey, mangle, manigua, manjuarí, totí, yagua, yarey y yuca, además de aportaciones léxicas comunes al español general o incluso a otras lenguas como ají, barbacoa (ingl. "barbecue"), batos (ingl. "bat"), cacique, canoa, caoba, cayo (ingl. "cay"), huracán (ingl. hurricane), maíz, manatí (ingl. manatee), maracas, papaya, sabana, tabaco y tiburón.
El exterminio o los matrimonios mixtos condujeron a la práctica extinción de la población indígena precolombina (taínos), de la que sin embargo quedan huellas, tanto en la cultura psíquica y material como en la lengua. A la desaparición de los primitivos habitantes de la isla se unió la llegada de miles de esclavos provenientes de África. A mediados del siglo XIX el número de africanos en Cuba era altísimo, sólo comparable al porcentaje existente en Santo Domingo (donde la población blanca era una minoría). Se cree que el intercambio de * [l] y [r] (
mejor ([meˈxoɾ]) > [meˈxol], [ˈKaldo]/ > [ˈKardo]), la geminación de [r] más consonante ([ˈθerdo] > [ˈsedo], [ˈpwert̪a] > /[ˈpwetta]/) o la entonación del cubano podrían ser de origen africano, aunque ninguna de estas hipótesis ha sido lo suficientemente comprobada (el intercambio de /l/ y /r/ se encuentra en Murcia y en zonas aisladas de Andalucía y la entonación cubana es semejante a la de zonas de las Canarias y Andalucía).
Del idioma español hablado y escrito en Cuba salen los cubanismos. En el español de Cuba han influido muchas lenguas a través de la historia. Entre las influencias lingüísticas más marcadas en la variante del español de Cuba están el inglés, el francés, en menor medida el portugués y el ruso.

## Morfosintaxis
El español cubano comparte la mayoría de las características del español caribeño, entre las que podemos destacar:
- Predominio del tuteo o trato de tú. El pronombre de respeto usted es usado según la norma panhispánica, denota respeto y distancia entre los interlocutores, pero igual que ocurre en España se observa una pérdida de terreno de usted en beneficio de tú que es sentido como más igualitario y sin la carga jerárquica que tiene usted.
- El pronombre de segunda persona vosotros no existe en el habla cubana actual, aunque su uso no era desconocido en el siglo XIX debido a las grandes emigraciones desde España.
- Como en la República Dominicana y Puerto Rico, es común la inserción redundante de los pronombres sujeto en la oración: Susana dice que mañana ella no va a venir. Esta inserción del sujeto salva el posible sincretismo generado originalmente por la caída de la -s final y que iguala las formas verbales de la segunda y tercera persona en los registros familiares: tú trabaja(s) = él trabaja.
- Tal vez relacionado con lo anterior, en las preguntas los sujetos se colocan delante del verbo: ¿Cómo tú estás?, ¿Dónde ella va?, en lugar de darse la inversión verbo-sujeto del español general: ¿Cómo estás (tú)?, ¿Dónde va ella?. Esta inversión característica del orden de sujeto y verbo era conocida en el español canario y aún quedan restos en La Gomera y Las Palmas, de donde pudo ser llevada a las Antillas.
- El uso de los pretéritos indefinido (él fue) y compuesto (él ha ido) se resuelven según la norma predominante en América latina y en zonas occidentales de España (Canarias, Galicia, León, Asturias), es decir, el pretérito indefinido se usa siempre que una acción tiene lugar en un momento anterior por reciente que ésta sea: ¿Qué pasó? Oí un rayo. (España: ¿Qué ha pasado? He oído un rayo.). El pretérito perfecto compuesto se reserva a una acción cuya vigencia se extiende al momento presente: he trabajado aquí todo el día (el día aún no ha concluido).
- Es hartamente conocido el uso de las características locuciones interjectivas óyeme tú mi hermano y cosa más grande (pronunciado /cosa má grande/).
- Elisión de sílabas, como pa'lante y pa'trás (para adelante y para atrás).

## Fonética

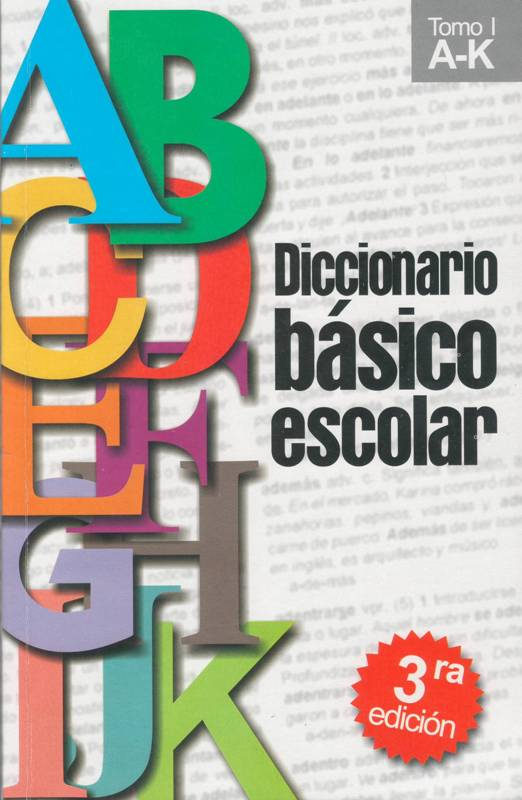
Diccionario Básico Escolar Cubano (2010, 3era edición)

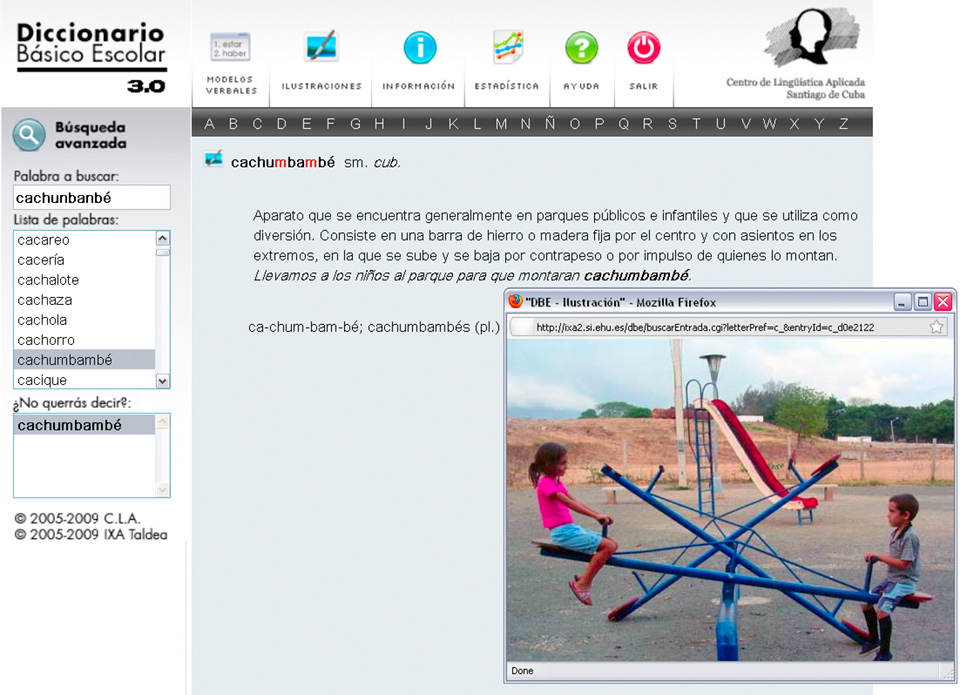
Consulta en el Diccionario Básico Escolar Cubano (2010, 3era edición)

- El español cubano tiene seseo y no distingue el fonema castellano interdental de "caza" del sibilante de "casa". La pronunciación de "cocer" y "abrazar" con interdental no fue desconocida entre algunos hablantes cubanos hasta principios del siglo XX, bien porque habían nacido en España o porque eran cubano-españoles de primera generación o bien por haber nacido en zonas de fuerte presencia española. Hoy en día esta pronunciación está obsoleta, si bien es conocida por los hablantes de más edad de ascendencia española.
- La variante fricativa para la <ch>, [ʃ], se produce principalmente en posición intervocálica («leche», «muchacho») y es típica de partes de Cuba (así como muchas zonas de Andalucía, República Dominicana, Puerto Rico, Panamá) y noroeste de México).
- Perdida de la /d/ intervocálica que después de acento, en palabras llanas, en las terminaciones -ada, -ado, -eda, -edo, -ida, -ido, -uda, -udo: pasado > pasa(d)o, vestido > vestí(d)o; puede > pué(d)e; dedo  > de(d)o, comida > comí(d)a; peluda > pelú(d)a; melenudo > melenú(d)o, perdi(d)o, gana(d)o, mone(d)a, como sucede en buena parte del habla coloquial española de las tierras bajas y en Canarias. También ocurre a principio de palabra: dónde > (d)ónde. En posición final la "d" siempre se suprime o se cambia al sonido de /t/: verdad > * [berˈða], [berˈðat]; calidad > [kaliˈða], [kaliˈðat].
- La /s/ postvocálica o final se desvanece en el habla cotidiana de los cubanos, especialmente en las provincias orientales: los tomates > [lo' toˈma.te'], basta > /ˈba.ta/, aspirina > /aˈpi.rˈi.naː/, espalda > * /eˈpal.da/; a veces esto genera una pequeña aspiración o alargamiento vocálico (región occidental): bosque > /bohque/, /bo:que/. Fuera del habla formal la caída de la -s es casi tan frecuente como en Santo Domingo o Andalucía.
- Cuba es casi hoy completamente yeísta. Esto significa que la y se articula como ll y que los cubanos no distinguen "vaya" (de ir) de "valla" (cartel) ni "calló" (de callar) y "cayó" (de caer). A excepción de La Habana y la parte más occidental del país que es distinguidora de y así como de ll. Esto se debe a la influencia andaluza y africana para hablar más rápido, lo que provoca que las vocales sean más abiertas y la articulación de ll sea más coherente con estas vocales más abiertas.
- En la región occidental del país, especialmente en La Habana y Matanzas, es característica la asimilación de la /r/ a la consonante que sigue: cab-bón por carbón, ad-dentía, por ardentía, ag-golla por argolla, etc. Esta pronunciación geminada de los grupos consonánticos existe asimismo en parte de la República Dominicana y Caribe colombiano, y su origen ha sido asociado al substrato africano presente en la ribera caribeña. Ocasionalmente, se translitera la /r/ antes de la consonante /b/ en /m/, por ejemplo "combata" por corbata.
- Otro rasgo peculiar del cubano hablado en la zona oriental de la isla y que se encuentra en el resto del español antillano es el intercambio de /l/ y /r/ implosivas. Según esta regla, "alma" se pronuncia "arma", y a su vez "arma" se oye como "alma". Este intercambio es más frecuente al final de palabra: "amol" por amor, "calol" por "calor", "mujel" por "mujer", "trabajal" por "trabajar", etc. Aunque también existen casos en los que la /r/ se encuentra en la mitad de la palabra: "peldón" por "perdón".

A veces, más que un intercambio de estas consonantes, lo que se observa es una pronunciación indistinta o mixta de /l/ y /r/ en un sonido que empieza como una /r/ débil seguida de /l/.
- También es característica de las Antillas la articulación ensordecida de la /rr/ múltiple en "rata" o "barra". Esta pronunciación, que no es general y aparece más en zonas más orientales de la isla, ensordece la /rr/ que suele adoptar una pronunciación doble o bifonemática, empezando por una aspiración faríngea [h] seguida de una vibración [rr], algo así como "pejrro" por "perro", "jrrío" por "río", con una "j" muy suave. En algunos pocos hablantes esta articulación aspirada de /rr/ alterna con otra de tipo velar, como la "j" fuerte del español de España o algo así como la /R/ francesa, aunque estas rr velares no tienen la extensión que alcanzan en el español popular de Puerto Rico.
- Como en el resto de Hispanoamérica y Canarias, la combinación consonántica "tl" se pronuncia unida: a"tle"ta, A"tl"ántico, mientras que en la mayor parte de España se dice at-leta, At-lántico.

### Diccionarios
- Diccionario Básico Escolar Cubano. Consulta de la versión electrónica 4.0

- Datos: Q824909